# Froland (plaats)
Froland is een plaats in de Noorse gemeente Froland, provincie Agder. 
Het dorp ligt aan de Nidelva. Het heeft een houten kerkje uit 1718.

## Geboren
- Marte Olsbu (1990), biatlete